# Les Deux Évadés de Sing-Sing
Pour plus de détails, voir Fiche technique et Distribution.
Les Deux Évadés de Sing-Sing (I due evasi di Sing Sing) est un film comique italien réalisé par Lucio Fulci et sorti en 1964,.

## Synopsis
C’est dans la célèbre prison de Sing Sing, à New York, que commence le film. Deux cousins, Franco et Ciccio Bacalone, y sont sur le point d’être exécutés et ils essaient désespérément d’éviter le sort qui les attend. On les traîne tous les deux dans une pièce où sont placées deux chaises, qu’ils prennent d’abord pour des chaises électriques mais qui en réalité ne servent qu’à attacher les prisonniers pour éviter qu’ils s’enfuient. C’est seulement après avoir été attachés qu'ils se rendent compte qu’ils seront exécutés au moyen d’une pilule de cyanure placée sous la chaise de Franco ; mais heureusement ce dernier, lorsqu’elle est libérée, réussit en agitant les pieds à éviter l’explosion de gaz toxiques et les sauve ainsi tous deux. Une fois leur vie sauvée, Franco écrit ses mémoires et raconte comment lui et Ciccio ont fini en prison.
Installés en Amérique dès leur plus jeune âge, ils ont trouvé du travail tous les deux dans un bain turc que fréquentent des gens du milieu, parmi lesquels Attanasia, l’un des parrains les plus puissants de New York, et Jarchin Enriquez surnommé le Balafré. À ce stade, les deux cousins se voient impliqués à leur insu dans une fusillade entre les deux gangs rivaux et, grâce à la complicité involontaire de deux camps, arrivent à sauver leur vie et celle du parrain Attanasia. Celui-ci, par reconnaissance, les invite dans sa villa.
Une fois dans ce véritable palace, ils se rendent compte de la richesse et du pouvoir incroyable d'Attanasia à qui il suffit de passer un coup de fil pour changer complètement un scénario télévisé. Ignorant naïvement qu’Attanasia est un parrain du milieu, ils acceptent tous les deux de travailler pour lui, Franco en tant que boxeur et Ciccio en tant que « second » de son cousin.
Les voilà tous les deux impliqués sans s’y être attendus dans les affaires de leur patron. Celui-ci réussit à s’introduire dans le monde de la boxe où il entre en conflit avec Lemmy Tristan, son ennemi, qui se mêle, lui aussi, de boxe. Attanasia décide de truquer tous les matchs afin d’amener plus facilement les cousins à jouer pour le titre mondial, tandis que Tristan échoue dans sa tentative d’assassiner Franco, qui refuse de partager ses affaires avec quelqu’un d’autre.

## Fiche technique
Sauf indication contraire, les informations mentionnées dans cette section peuvent être confirmées par la base de données cinématographiques IMDb,  présente dans la section « Liens externes ».
- Titre français : Les Deux Évadés de Sing-Sing[3]
- Titre original : I due evasi di Sing Sing
- Réalisation : Lucio Fulci
- Scénario : Marcello Ciorciolini et Lucio Fulci
- Photographie : Federico Zanni
- Montage : Ornella Micheli (it)
- Effets spéciaux : Sergio Canevari
- Musique : Ennio Morricone
- Décors : Saverio D'Eugenio (it)
- Sociétés de production : Mega Film, Turris Film
- Pays de production :  Italie
- Langue de tournage : italien
- Format : Noir et blanc - 1,66:1 - Son mono - 35 mm
- Genre : Comédie
- Durée : 99 minutes
- Dates de sortie :
  - Italie : 22 août 1964
  - Allemagne de l'Ouest : 4 mai 1967
  - France : 29 décembre 1967[3]

## Distribution
- Franco Franchi : Franco Bacalone
- Ciccio Ingrassia : Ciccio Bacalone
- Arturo Dominici : Alfred Attanasia
- Livio Lorenzon : Lemmy Tristan
- Poldo Bendandi (it) : Jarchin Enriquez dit Le Balafré
- Attilio Dottesio : Tony Agnello
- Omero Gargano (it) : Joe Pastrano
- Renato Terra : Jim Doris
- Gloria Paul : Molly Smith
- Alicia Brandet (it) : Ruth Allenby
- Freddy Mack : Frederick Jones
- Vittorio Bonos : Le directeur de la prison
- Nino Terzo (it) : L'agent Thompson
- Mimmo Poli (it) : Le présentateur
- Alfredo Rizzo : Le directeur du bain turc
- Enzo Andronico : L'acolyte d'Attanasia
- Lino Banfi : L'ami de Franco